# Pacto de Acero
El Pacto de Acero (alemán: Stahlpakt; en italiano: Patto d'Acciaio), oficialmente nombrado como Pacto del Amistad y Alianza entre Italia y Alemania, fue un acuerdo militar firmado el 22 de mayo de 1939 en Berlín entre Benito Mussolini y Adolf Hitler.
El pacto fue firmado por Galeazzo Ciano, en representación del Reino de Italia, y por Joachim von Ribbentrop, en representación de la Alemania nazi, en el que se sentaban las bases de un futuro apoyo mutuo en caso de guerra.

## Historia
Para esa fecha, el canciller de Alemania Adolf Hitler deseaba invadir Polonia, pero quería contar con aliados en Europa, con el objetivo de desanimar al Reino Unido y a Francia de declararle la guerra. Además de las similitudes entre el fascismo italiano y el nazismo alemán, Hitler deseaba afianzar su amistad con Benito Mussolini, quien todavía dudaba en participar en la futura Segunda Guerra Mundial.
La firma del Pacto de Acero carecía de valor efectivo a la altura del 1 de septiembre de 1939, cuando se dio inicio a la Segunda Guerra Mundial, ya que Benito Mussolini y Galeazzo Ciano habían acordado apoyar a Alemania en caso de que las potencias occidentales le declarasen la guerra, pero a partir de 1943 ya que Italia no estaba preparada armamentísticamente en ese momento. La derrota francesa de 1940 hizo que Mussolini declarase la guerra al Reino Unido y a la ya derrotada Francia antes de lo acordado en el Pacto de Acero.
La invasión de Polonia y la firma del pacto Ribbentrop-Molotov fueron dos ocasiones en las que Hitler incumplió el Tratado.
El Pacto de Acero perdió validez durante el otoño de 1943, cuando Mussolini fue arrestado en un golpe de Estado, y el nuevo Gobierno italiano firmó un armisticio con los aliados.

## Cláusulas
El Pacto de Acero contenía una cláusula secreta, donde ambos gobiernos totalitarios se comprometían a controlar sus respectivas prensas y medios de propaganda.

## Adhesión de España[1]
En la Conferencia de Hendaya España pactaría su adhesión al Pacto de Acero, aunque no al Eje Berlín-Roma-Tokio.